# NGC 591
NGC 591 (другие обозначения — UGC 1111, MCG 6-4-38, MK 1157, ZWG 521.46, IRAS01306+3524, PGC 5800, Mrk 1157) — спиральная галактика с перемычкой в созвездии Андромеда.
Галактика обладает активным ядром и относится к сейфертовским галактикам типа II
NGC 591 входит в состав группы галактик NGC 507.
Этот объект входит в число перечисленных в оригинальной редакции «Нового общего каталога».
В балдже галактики преобладают старые звёзды (возрастом 5 миллиардов лет), а за его пределами — звёзды молодого и среднего возраста (0.1-0.7 миллиардов лет). В NGC 591, как и в галактике Mrk 1066, есть кольцо звёзд с низкой дисперсией звёздных скоростей. Оно состоит из звёзд среднего возраста. В то же время в NGC 591 нет горячей пылевой составляющей, которая есть у Mrk 1066.